# Passage des Deux-Pavillons
Le passage des Deux-Pavillons est un passage couvert du 1er arrondissement de Paris, en France. 

## Situation et accès
Il débute au 5, rue des Petits-Champs et se termine au 6, rue de Beaujolais.
Il est desservi par la ligne 3 à la station Bourse.

## Origine du nom
Il porte ce nom en raison des deux pavillons qui se trouvent à l'entrée, rue de Beaujolais.

## Historique
Cette voie ouverte vers 1820 devait disparaitre lors de la prolongation de la rue de Valois jusqu'à la rue des Petits-Champs, qui resta, finalement, à l'état de projet.

## Bâtiments remarquables et lieux de mémoire
Le passage des Deux-Pavillons fait l’objet d’une inscription au titre des monuments historiques depuis le 7 octobre 1986.

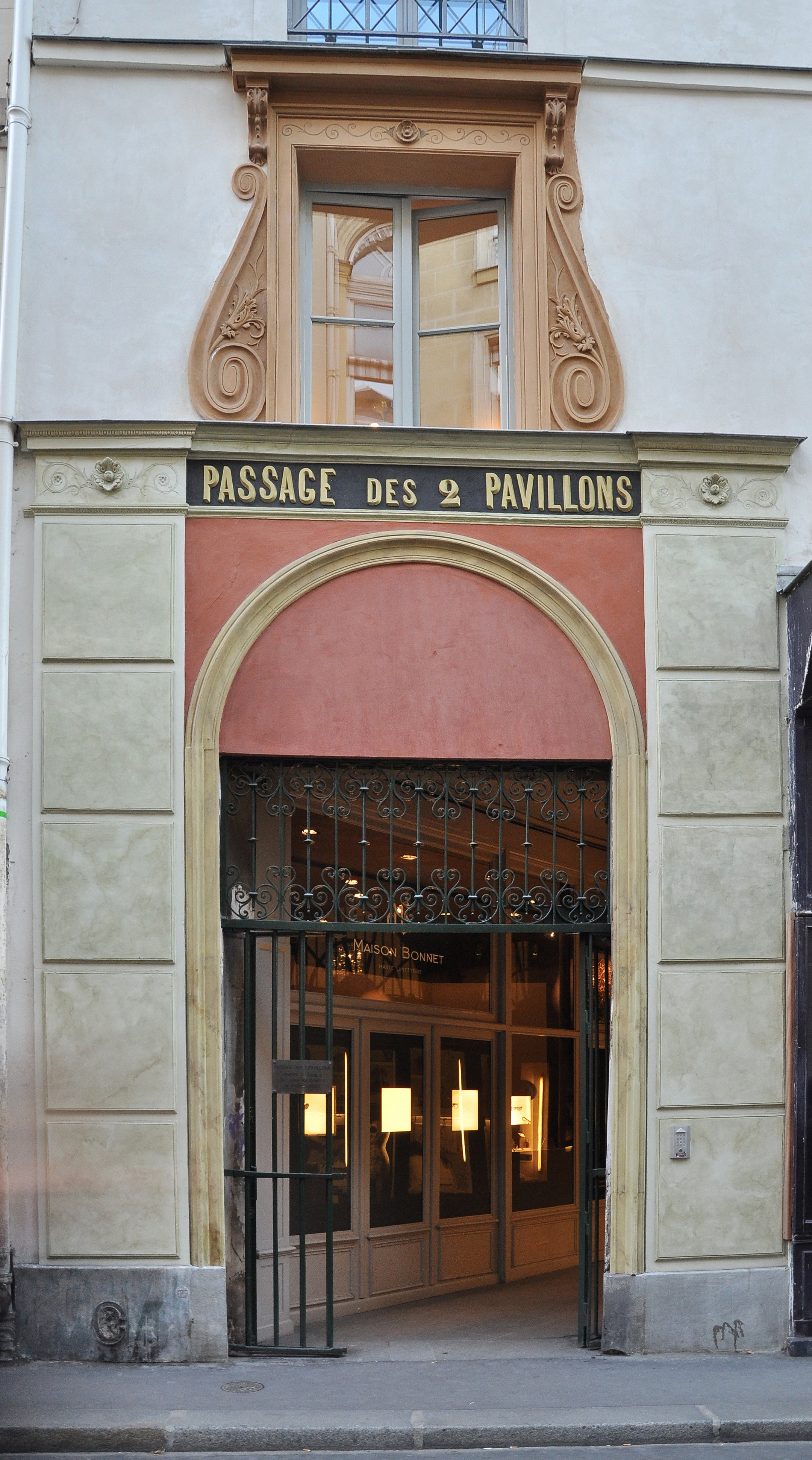
Porte d'entrée côté rue des Petits-Champs.
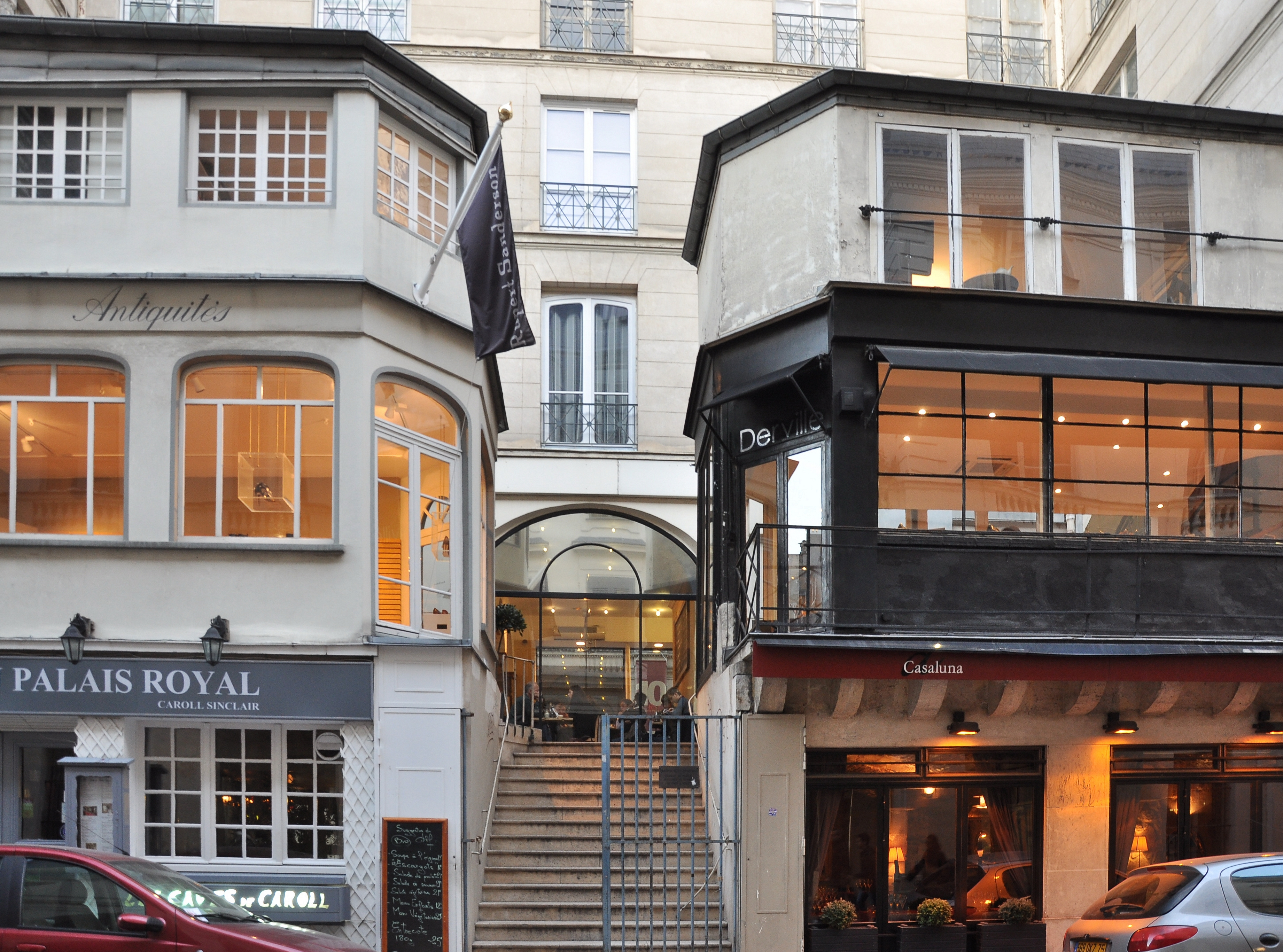
Entrée au 6, rue du Beaujolais.

## Pour approfondir